# Jacob Kasher
Jacob Kasher Hindlin, conocido profesionalmente como Jacob Kasher, es un rapero, músico y compositor estadounidense que ha escrito para artistas internacionales como Britney Spears, Charlie Puth, Selena Gomez, Avril Lavigne y Kesha. Además, es parte de las empresas editoriales Prescription Songs de Dr. Luke y BAMF Entertainment de Kevin Rudolf. Entre sus principales trabajos se encuentran los sencillos «Good Girls Go Bad» de Cobra Starship con Leighton Meester (2009), «Halfway Gone» de Lifehouse (2010), «Round & Round» de Selena Gomez & the Scene (2010), «We R Who We R» de Kesha (2010), Birthday de Selena Gomez (2013), «Here's to Never Growing Up» de Avril Lavigne (2013) y «Attention» y demás canciones del álbum Voicenotes coescritas con su cantante Charlie Puth (2017). Kasher se hizo aun más recurrente en las canciones de Puth con su tercer álbum llamado Charlie (2022)

## Autor o coautor de canciones

### 2009
- Cobra Starship — Hot N Cold — «Good Girls Go Bad» (con Leighton Meester), «Hot Mess»

### 2010
- Lifehouse — Smoke & Mirrors — «Halfway Gone», «Falling In»
- Selena Gomez & the Scene — A Year Without Rain — «Round & Round»
- Kesha — Cannibal — «We R Who We R»
- Flo Rida — Only One Flo (Part 1) — «On and On» (con Kevin Rudolf)
- Jesse McCartney — Have It All — «Shake», «One Night», «I Think She Likes Me»

### 2011
- Britney Spears — Femme Fatale — «Inside Out»
- Cher Lloyd — Sticks + Stones — «Grow Up» (con Busta Rhymes)

### 2012
- T.I. — Trouble Man: Heavy Is the Head — «Guns and Roses» (con Pink)

### 2013
- Avril Lavigne — Avril Lavigne — «Rock n Roll», «Here's to Never Growing Up», «17», «Bitchin' Summer», «Sippin' on Sunshine»
- Britney Spears — The Smurfs 2: Music from and Inspired By — «Ooh La La»[3]
- Selena Gomez  —  Stars Dance — «Birthday», «I Like It That Away»

### 2018
- Charlie Puth — Voicenotes — «The Way I Am», «Attention», «LA Girls», «How Long», «Done for Me», «Patient», «Boy», «Slow It Down», «Somebody Told Me», «Empty Cups», «Through It All»

### 2019
- Katy Perry — Smile — «Harleys in Hawaii», «Katy Perry»

### 2022
- Charlie Puth — Charlie — «That’s Hilarious», «Light Switch», «Left And Right», «Smells Like Me»

### 2023
- Morgan Wallen — One Thing At a Time — «Last Night»